# Fred Ford (cầu thủ bóng đá)
Frederick George Luther Ford (10 tháng 2 năm 1916 – 16 tháng 10 năm 1981) là một cựu cầu thủ bóng đá và huấn luyện viên bóng đá.